# David Philipp
David Lennart Philipp (* 10. April 2000 in Hamburg) ist ein deutscher Fußballspieler, der seit Juli 2024 beim TSV 1860 München unter Vertrag steht. Er kann in allen Angriffspositionen eingesetzt werden.

## Karriere

### Verein

#### Anfänge in Hamburg und Bremen
Philipp spielte in der Jugend beim HEBC Hamburg, bis er 2014 zu Werder Bremen wechselte. In der Saison 2015/16 spielte er zum ersten Mal in der B-Junioren-Bundesliga. In der Saison 2016/17 spielte er in dieser schon 27 Mal und schoss dabei 17 Tore. In derselben Saison spielte er vier Mal in der A-Junioren-Bundesliga, dabei traf er einmal. In der darauffolgenden Saison war er in der U19 fest gesetzt und traf zehn Mal in 26 Spielen. In der Saison 2018/19, seiner letzten im Juniorenbereich, traf er doppelt so oft in der gleichen Anzahl an Spielen. Zur Saison 2019/20 schaffte Philipp nicht den Sprung in den Profikader von Florian Kohfeldt, sondern wurde in die zweite Mannschaft integriert, die in der viertklassigen Regionalliga Nord spielte. Er kam auf 18 Einsätze, in denen er 7 Tore erzielte, ehe die Spielzeit ab März 2020 aufgrund der COVID-19-Pandemie nicht mehr fortgeführt werden konnte.

#### Erste Schritte im Profibereich
Im September 2020 wechselte Philipp für zwei Jahre auf Leihbasis zum niederländischen Eredivisie ADO Den Haag. Er kam in 15 Ligaspielen zum Einsatz und erzielte 2 Tore. Mit nur 4 Startelfeinsätzen gehörte der Flügelspieler jedoch nicht dem Stammpersonal an. Nach dem Abstieg von Den Haag wurde die Leihe vorzeitig beendet.
Zur Sommervorbereitung 2021 kehrte Philipp zu Werder Bremen zurück und absolvierte einige Einheiten mit der Profimannschaft des neuen Cheftrainers Markus Anfang an, die zuvor in die 2. Bundesliga abgestiegen war. Er reiste allerdings nicht mit in das Trainingslager, sondern hielt sich bei der zweiten Mannschaft fit. Mitte Juli 2021 verließ er die Werderaner endgültig und wechselte zum Drittligisten FC Viktoria Köln. Bei einer 1:2-Niederlage gegen den Aufsteiger FC Viktoria Berlin wurde er in der Halbzeit für Federico Palacios eingewechselt und gab somit sein Drittliga-Debüt. Am 25. September 2021 (10. Spieltag) schoss er gegen den MSV Duisburg seine ersten beiden Tore für die Kölner, als sein Team 4:2 gewann. Insgesamt schoss er sieben Tore in 26 Ligaeinsätzen 2021/22 in der dritten Liga.
Im Sommer 2024 wechselt er zum TSV 1860 München.

### Nationalmannschaft
Philipp spielte bereits für die U18- und die U19-Nationalmannschaft Deutschlands.

## Erfolge
- Mittelrheinpokal-Sieger: 2022, 2023